# Kraljeva nizozemska motorizirana pehotna brigada
Kraljeva nizozemska motorizirana pehotna brigada (tudi Brigada princese Irene; nizozemsko: Prinses Irene Brigade) je bila motorizirana brigada Kraljeve nizozemske kopenske vojske med drugo svetovno vojno.

## Zgodovina
Brigada je bila ustanovljena maja 1940 iz 1500 nizozemskih vojakov, ki so pribežali v Veliko Britanijo; pozneje pa so brigado dopolnjevali z nizozemskimi državljani iz Kanade, ZDA, Bližnjega vzhoda, Nizozemskih Antilov, Argentine, Nizozemske Gvajane, Južne Afrike,...
Enota je sodelovala v bojih na zahodni fronti in vstopila 9. maja 1945 v Haag. Po vojni je tradicijo enote nadaljeval Gardni polk Princesa Irena.

## Organizacija
- Štab
- 1. motorizirana samostojna pehotna četa
- 2. motorizirana samostojna pehotna četa
- 3. motorizirana samostojna pehotna četa
- Izvidniška četa
- Artilerijska baterija
- Komunikacijski element
- Oskrbovalni element